# Старая Яндовка
Старая Яндовка — село в Старокулаткинском районе Ульяновской области России, в составе Старокулаткинского городского поселения.
Население - 167 (2010)

## История
Село основано в начале XVIII века. 
В Списке населённых мест Российской империи по сведениям за 1859 год упоминается как казённая деревня Старая Ендовка Хвалынского уезда Саратовской губернии, расположенная в лесу при колодцах по правую сторону тракта из квартиры первого стана в квартиру второго стана на расстоянии 50 вёрст от уездного города. В населённом пункте насчитывалось 125 дворов, проживали 305 мужчин и 314 женщины, имелась мечеть. 
Согласно переписи 1897 года в Старой Яндовке проживали 795 жителей (388 мужчин и 407 женщин), из них магометан - 793.
Согласно Списку населённых мест Саратовской губернии 1914 года деревня Старая Ендовка относилась к Старо-Кулаткинской волости. По сведениям за 1911 год в деревне насчитывалось 163 двора, проживали 1025 приписанных жителей (513 мужчин и 512 женщин) и 53 "посторонних" жителя (26 мужчин и 27 женщин), имелись 2 мечети, работали 2 татарские школы. В селе проживали преимущественно бывшие государственные крестьяне, татары, составлявшие одно сельское общество.

## География
Село находится в пределах Приволжской возвышенности, являющейся частью Восточно-Европейской равнины, при вершине оврага Мостяк-Тавас (бассейн реки Мостяк). Село окружено лесами. Рельеф местности холмистый. В границах села имеется значительный перепад высот (от 250 до 200 метров над уровнем моря). Почвы - чернозёмы выщелоченные.
Через село проходит автодорога, связывающая Старокулатский и Николаевский районы Ульяновской области. Село расположено примерно в 11,5 км по прямой в северо-западном направлении от районного центра посёлка городского типа Старая Кулатка. По автомобильным дорогам расстояние до районного центра составляет 13 км, до областного центра города Ульяновска - 220 км. 
Часовой пояс
Старая Яндовка, как и вся Ульяновская область, находится в часовой зоне МСК+1. Смещение применяемого времени относительно UTC составляет +4:00.

## Население
Динамика численности населения по годам:
| Годы      | 1859 | 1897 | 1911 | 1989 | 2002 |
| --------- | ---- | ---- | ---- | ---- | ---- |
| Население | 619  | 795  | 1088 | ≈420 | 231  |

| 2010 |
| ---- |
| 167  |

Национальный состав
Согласно результатам переписи 2002 года татары составляли 97 % населения села.